# Diocus lycenchelus
Diocus lycenchelus is een eenoogkreeftjessoort uit de familie van de Chondracanthidae. De wetenschappelijke naam van de soort is voor het eerst geldig gepubliceerd in 1992 door Hogans & Sulak.